# Santo Stino di Livenza
San Stino di Livenza (originariamente o nome era Santo Stino di Livenza, mas em 2011 a prefeitura mudou o nome para San Stino di Livenza) é uma comuna italiana da região do Vêneto, província de Veneza, com cerca de 11.734 habitantes. Estende-se por uma área de 68 km², tendo uma densidade populacional de 173 hab/km². Faz fronteira com Annone Veneto, Caorle, Cessalto (TV), Concordia Sagittaria, Eraclea, Motta di Livenza (TV), Portogruaro, Torre di Mosto.
A cidade possui este nome pois fica às márgens do Rio chamado Livenza. Este rio deságua no Mar Adriático.
Alguns italianos membros das famílias Rusolen e Marchesin, originários de San Stino di Livenza, imigraram para Santo Antônio da Platina, no Paraná, Brasil, na última década dos anos de 1800, durante a grande imigração italiana.
Da mesma forma, o italiano Luigi Furin, esposo de Maria Lessi, cujos documentos no Brasil lhe atribuíram o nome de Luiz Furim, imigraram para a Artur Nogueira, cidade paulista da região de Campinas, onde construiu numerosa família, dentre os quais filhos e netos destacaram no cenário político, ocupando a prefeitura de Artur Nogueira, e exercendo a vereança. Outros descendentes estabeleceram-se em outras cidades da região como Campinas, Cosmópolis e outras, e em Mogi das Cruzes, na região metropolitana de São Paulo.

## Demografia
| Variação demográfica do município entre 1861 e 2011                               |
|                                                                                   |
| Fonte: Istituto Nazionale di Statistica (ISTAT) - Elaboração gráfica da Wikipedia |